# Charlie Cunningham (cầu thủ bóng đá)
Charlie Cunningham (1890 – 30 tháng 1 năm 1942) là một cầu thủ bóng đá người Anh thi đấu ở vị trí inside left cho Stockport County, Tranmere Rovers và Ashton National.